# 鄭岑
鄭岑（1420年—？），字子高，浙江寧波府慈谿縣人，民籍，明朝政治人物。同進士出身。

## 生平
浙江鄉試第八十五名。景泰五年（1454年）甲戌科會試第一百一十一名，殿試登進士第三甲第二十九名。曾任直隸永平府知府。

## 家族
曾祖鄭宗祥。祖父鄭尹懷。父鄭昕。